# Ludność Leszna

## LudnośćLeszna

### XIX wiek
- 1840 – 8838 (w tym 3466 Żydów)[1]
- 1858 – 9550   (w tym 2578 Żydów)[1]
- 1861 – 9232   (w tym 2370 Żydów)[1]
- 1871 – 10 516   (w tym 1889 Żydów)[1]
- 1875 – 11 069[2]
- 1880 – 11 758[2]
- 1885 – 12 109   (w tym 1556 Żydów)[3]
- 1890 – 13 116   (w tym 1347 Żydów i 500 Polaków)[2]
- 1895 – 13 583   (w tym 1206 Żydów)[1]

### XX wiek
- 1903 – 14 282   (w tym 1210 Żydów)[1]
- 1910 – 17 156   (w tym 2365 Polaków)
- 1919 – 17 108   (w tym: 11 894 Polaków, 4635 Niemców, 569 Żydów)
- 1920 – 17 333[1]   (w tym: 12 379 Polaków, 4445 Niemców, 505 Żydów)
- 1921 – 17 413   (w tym: 13 609 Polaków, 3423 Niemców, 381 Żydów)
- 1922 – 16 794[1]   (w tym: 14 828 Polaków, 1750 Niemców, 211 Żydów)
- 1923 – 16 231   (w tym: 14 933 Polaków, 1103 Niemców, 200 Żydów)
- 1924 – 16 229   (w tym: 14 976 Polaków, 1092 Niemców, 163 Żydów)
- 1925 – 17 205   (w tym: 16 187 Polaków, 877 Niemców, 141 Żydów)
- 1926 – 17 687   (w tym: 16 621 Polaków, 913 Niemców, 153 Żydów)
- 1927 – 18 276   (w tym: 17 153 Polaków, 955 Niemców, 163 Żydów)
- 1928 – 18 576   (w tym: 17 464 Polaków, 950 Niemców, 162 Żydów)
- 1929 – 18 627   (w tym: 17 513 Polaków, 957 Niemców, 157 Żydów)
- 1939 – 21 000[1]
- 1946 – 20 820[1]   (spis powszechny)
- 1950 – 22 572   (spis powszechny)
- 1955 – 27 253
- 1960 – 29 157[1]   (spis powszechny)
- 1961 – 30 000
- 1962 – 30 400
- 1963 – 30 900
- 1964 – 31 200
- 1965 – 31 458
- 1966 – 31 900
- 1967 – 32 500
- 1968 – 33 100
- 1969 – 33 700
- 1970 – 33 985[1]   (spis powszechny)
- 1971 – 34 614
- 1972 – 35 500
- 1973 – 36 000
- 1974 – 36 651
- 1975 – 37 529
- 1976 – 38 800
- 1977 – 43 800
- 1978 – 45 800   (spis powszechny)
- 1979 – 47 500
- 1980 – 49 237
- 1981 – 50 393
- 1982 – 51 470
- 1983 – 52 948
- 1984 – 53 880
- 1985 – 54 737
- 1986 – 55 662
- 1987 – 56 271
- 1988 – 56 612[1]   (spis powszechny)
- 1989 – 57 589
- 1990 – 58 282
- 1991 – 59 523
- 1992 – 60 168
- 1993 – 60 490
- 1994 – 61 007
- 1995 – 61 450
- 1996 – 61 945
- 1997 – 62 187
- 1998 – 62 274
- 1999 – 62 597
- 2000 – 62 837

### XXI wiek
- 2001 – 63 310
- 2002 – 63 634[1]   (spis powszechny)
- 2003 – 63 693
- 2004 – 63 797
- 2005 – 63 970
- 2006 – 64 075
- 2007 – 64 057
- 2008 – 64 142
- 2009 – 64 338
- 2010 – 64 432
- 2011 – 64 713
- 2012 (30 czerwca) – 64 694
- 2013 (30 czerwca) – 64 648[4]
- 2014 – 64 612  [5]
- 2015 – 64 559  [5]
- 2016 – 64 159[6]
- 2017 – 64 159[7]
- 2018 - 63 952
- 2019 - 63 505
- 2020 - 62 854  [8]
- 2021 - 61 791  [9] (Narodowy Spis Powszechny 2021)

## Piramida wieku mieszkańców
Piramida wieku mieszkańców Leszna w 2014 roku.

## Powierzchnia Leszna
- 1995 – 31,90 km²
- 2006 – 31,86 km²